# Cornelius Berkhout
 Cornelis Franciscus Johannes  (Cornelius) Berkhout (Amsterdam, 10 januari 1891 - Amsterdam, 30 mei 1958) was een Nederlands pianist en pianopedagoog.
Hij was zoon van Alida Catharina Elisabeth Polak en kleermaker Cornelis Berkhout. Hijzelf trouwde in 1921 met mezzosopraan Geertrui (Truus) Scheepers (1893-1967).
Berkhout was een van de weinige leerlingen van Dirk Schäfer, bij wie hij zijn pianostudie voltooide. Omstreeks 1915 begon hij zijn concertcarrière, die hij wegens toenemende zware hoofdpijnen in 1938 moest beëindigen.
Hij was in Nederland een belangrijke pionier van de toenmalige modernen zoals Maurice Ravel, Claude Debussy, Joaquín Turina, Béla Bartók, Erik Satie en Leoš Janáček. Na de beëindiging van zijn concertpraktijk legde hij zich volledig toe op het lesgeven, eerst aan het Muzieklyceum te Amsterdam van 1921 tot 1942 en daarna van leerjaar 1942 (samen met Willem Smalt) tot aan zijn overlijden in 1958 als hoofdvakdocent aan het Amsterdams Conservatorium.
Aan het eind van de jaren veertig begon Berkhout zijn visie op het pianospel op papier te zetten. Aan de hand van de typoscripten is in 2004 het boek De Kunst van het Pianospel uitgegeven, geredigeerd door Albert Brussee en Ben Smits. Dit boek mag beschouwd worden als Berkhouts artistieke en pedagogische testament. Het bestaat uit twee delen: De uitbeelding der techniek en De techniek der uitbeelding. Met het hoofdstuk Ondine geeft Berkhout een voorbeeld hoe een pianist, nauwgezet vanuit de partituur werkend, tot een boeiende verklanking van Debussy's Prélude Ondine kan komen en hoe zijn realisatie, in pianistische zin, als het ware geboren wordt uit de klankvoorstelling en de geestelijke conceptie. Dit boek is vrijwel uniek in zijn soort. Er zijn in het verleden maar weinig pianomethoden geschreven die de 'act' van het pianospelen zo hecht weten te funderen op geestelijk-filosofische grondslag.
Zijn Studio 1011 aan de Prinsengracht (huisnummer 1011) was een geliefde ontmoetingsplaats van schrijvers, schilders, beeldhouwers, componisten en uiteraard pianisten die er regelmatig lezingen en concerten gaven, ook toen Berkhout al overleden was. Ook zijn leerlingen, waaronder velen naam maakten als pianist en/of pedagoog, traden daar regelmatig op. Onder zijn leerlingen bevonden zich o.a. Greta Lang, Johan van der Lichte  , Lee San San , Ben Smits, Kees Stokvis, Jan Wijn, Hans van den Hombergh en Wolfgang Wijdeveld.